# Gatesjön, Småland
Gatesjön är en sjö i Gislaveds kommun i Småland och ingår i Lagans huvudavrinningsområde. Sjön har en area på 0,0401 kvadratkilometer och ligger 163 meter över havet. Sjön avvattnas av vattendraget Lillån.

## Delavrinningsområde
Gatesjön ingår i det delavrinningsområde (633837-136593) som SMHI kallar för Inloppet i Draven. Avrinningsområdets medelhöjd är 164 meter över havet och ytan är 34,67 kvadratkilometer. Det finns inga delavrinningsområden uppströms utan avrinningsområdet är högsta punkten. Lillån som avvattnar avrinningsområdet har biflödesordning 3, vilket innebär att vattnet flödar genom totalt 3 vattendrag innan det når havet efter 154 kilometer. Delavrinningsområdet består mestadels av skog (61 procent) och jordbruk (15 procent). Avrinningsområdet har 0,55 kvadratkilometer vattenytor vilket ger det en sjöprocent på 1,6 procent. Bebyggelsen i området täcker en yta av 1,42 kvadratkilometer eller 4 procent av avrinningsområdet.